# 肖俊 (1972年)
肖俊（1972年8月31日—），籍贯贵州贵阳，出生于贵州施秉，中国男子射击运动员、政府官员。

## 生平
1986年10月，进入贵州省军事体育学校担任运动员。1988年5月，改入贵州省体育运动学校。1990年，担任贵州省军事体育学校教练员兼中国国家射击队运动员。1996年亚特兰大夏季奥林匹克运动会，在射击男子10米移动靶项目中获得银牌。1997年7月，加入中国共产党。2005年7月，担任贵州省体育局射击射箭运动管理中心副主任。2008年，担任贵州省体育局射击射箭运动管理中心主任。2011年6月，担任贵州省体育局竞技体育处（青少年体育处）处长。2013年1月，任贵州省体育局人事教育处处长。2014年5月，出任贵州省体育局副局长。